# 松本正之
松本 正之（まつもと まさゆき、1944年4月14日 - ）は、日本の経営者。東海旅客鉄道（JR東海）特別顧問。元同社代表取締役社長、副会長。第20代日本放送協会（NHK）会長。

## 来歴

### 生い立ち
三重県伊勢市出身。三重県立伊勢高等学校を経て、名古屋大学法学部卒業。

### 日本国有鉄道、JRグループにて
1967年4月、日本国有鉄道（国鉄）に就職。
1987年4月に国鉄が分割民営化された際には、新幹線総局に在籍していたことからJR東海に配属され、新幹線運行本部総務部長。その後人事部長、取締役・秘書室長、常務取締役、専務取締役などを歴任。2000年6月から代表取締役副社長を、2004年7月から代表取締役社長をそれぞれ務め、2010年4月に新設された代表取締役副会長に就任。

### 日本放送協会にて

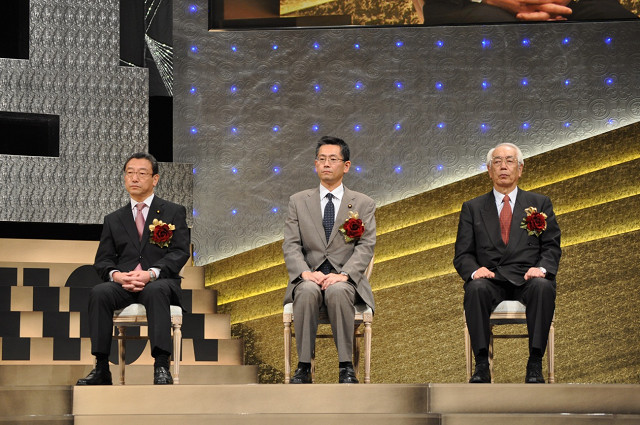
2011年11月1日、民間放送60周年記念全国大会にて内閣官房副長官長浜博行（左）、総務大臣政務官森田高（中央）と

2011年1月15日、NHK経営委員会から福地茂雄の後任となる会長に指名され、同年1月25日就任。NHK経営委員会は選任の理由として「NHK改革に必要な能力を国鉄改革とその後の経営によって備えた」ことを挙げた。前任の福地同様、規定によりJR東海副会長職などその他兼務が禁じられている全ての職を辞した。なお、JR東海の要職がNHKの経営関係要職に就くのは、元社長の須田寬がNHKの経営委員会委員長に就いて以来のことである。
2013年12月5日、「任務は一期3年で果たした」と続投せず退任する旨を表明した。なお、NHK会長退任後の2014年4月1日に、JR東海の特別顧問職として復職した（参考リンク）。

## 人物
名古屋大学在学中に十種競技の選手として陸上競技部に所属していたため、陸上競技に関連する組織の役員も歴任している。2006年4月から2011年のNHK会長就任までは東海学生陸上競技連盟会長、2015年からは日本陸連評議員、2016年からは日本学生陸上競技連合顧問となり、翌2017年には同組織の会長に就任した。
JR東海社長としては初となる地元・東海地方の、またやはり初で、2023年時点では唯一である名古屋大学の出身者である。NHK会長の身分としても、史上初かつ2023年時点では唯一である名古屋大学の出身者である。